# Cohors I Aresacorum
Die Cohors I Aresacorum (deutsch 1. Kohorte der Aresaken) war eine römische Auxiliareinheit. Sie ist durch eine Inschrift belegt.

## Namensbestandteile
- Aresacorum: der Aresaken. Die Soldaten der Kohorte wurden bei Aufstellung der Einheit aus dem keltischen Volksstamm der Aresaken auf dem Gebiet der römischen Provinz Gallia Belgica rekrutiert.

Da es keine Hinweise auf die Namenszusätze milliaria (1000 Mann) und equitata (teilberitten) gibt, ist davon auszugehen, dass es sich um eine Cohors quingenaria peditata, eine reine Infanterie-Kohorte, handelt. Die Sollstärke der Einheit lag bei 480 Mann, bestehend aus 6 Centurien mit jeweils 80 Mann.

## Geschichte
Die Einheit ist nur durch eine einzige Inschrift sicher belegt, die in Augusta Treverorum, dem heutigen Trier gefunden wurde. Bei Sucidava (in der damaligen Provinz Dakien) wurden Ziegel mit dem Stempel C[O(HO)R]S ARI gefunden, die möglicherweise der Kohorte zugeordnet werden können. In einer weiteren Inschrift ist eine Coh(ors) I An(toniniana) Tr(everorum) belegt, die laut John Spaul möglicherweise mit der Cohors I Aresacorum identisch ist.

## Standorte
Standorte der Kohorte sind nicht bekannt.

## Kommandeure
Ein Kommandeur der Kohorte, [] Prisc[us], ein Präfekt, ist durch eine Inschrift bekannt.